# Liban aux Jeux olympiques d'hiver de 1984
L'équipe olympique libanaise  a participé  aux Jeux olympiques d'hiver de 1984 à Sarajevo en Yougoslavie. Elle prit part aux Jeux olympiques d'hiver pour la dixième fois de son histoire et son équipe formée de quatre athlètes ne remporta pas de médaille.